# Чудовим літнім ранком
Чудовим літнім ранком (фр. Par un beau matin d'été) — французько-італійсько-іспанський кримінальний кінофільм 1965 року, знятий Жаком Дере, з Жаном-Полем Бельмондо у головній ролі.

## Сюжет
За романом Джеймса Хедлі Чейза. Досвідчений злочинець Френк Крамер готує нову справу — викрадення Зельди Ван Віллі, дочки американського мільйонера Ван Віллі, який проживає в Іспанії, щоб отримати з батька великий грошовий викуп. У спільники він залучає рецидивіста Макса, якому потрібні гроші на лікування хворої матері, та двох дрібних шахраїв — Франсіса та його сестри Монік. Погрозами і шантажем у справу втягують художника Віктора Дермотта, який живе в Іспанії, і його дружину Консуело. Спочатку все йде за планом. Дівчину викрали, сховали у будинку Дермотта, батько погодився заплатити викуп. Але далі почалися складнощі. Справа дійшла до гострого конфлікту між спільниками, незапланованої стрілянини та жертв.

## У ролях
- Жан-Поль Бельмондо — Франсіс
- Софі Дом'є — Монік, сестра Франсіса
- Габрієле Ферцетті — Віктор Дермотт, художник
- Жорж Жере — Макс
- Акім Тамірофф — Френк Крамер
- Клод Серваль — Жан-П'єр (П'єро)
- Аналія Гаде — Консуело Дермотт, дружина Віктора
- Адольфо Челі — Ван Віллі, американський міліонер
- Жак Іжлен — мотоцикліст
- Жак Моно — Жозеф Люка
- Жермен Кержан — мати Макса
- Джеральдіна Чаплін — Зельда Ван Віллі, дочка міліонера
- Мішель Віборель — подруга Франсіса
- Карлос Касаравілья — комісар поліції
- Фелікс Фернандес — лікар
- Гі Ді Ріго — бармен
- Мануель Сарсо — епізод

## Знімальна група
- Режисер — Жак Дере
- Сценаристи — Мішель Одіар, Жак Дере, Дідьє Гулар, Моріс Фабр, Жорж Бардавіль
- Оператори — Хуан Хуліо Баєна, Жан Шарвейн
- Композитор — Мішель Мань
- Художник — Жорж Вакевич
- Продюсери — Поль-Едмон Дешарм, Беніто Перохо